# Sankt Aegyd am Neuwalde
Sankt Aegyd am Neuwalde là một thị xã thuộc huyện Melk trong bang Niederösterreich.